# 北京地下鉄QKZ5型電車
北京地下鉄QKZ5型電車（ペキンちかてつQKZ5がたでんしゃ）は、北京地下鉄首都機場線で運転されている鉄輪式リニアモーターカー電車。

## 概要
QKZ5型電車は長春軌道客車股份有限公司で10編成（40両）生産され、2008年7月19日より、北京地下鉄首都機場線の開業と共に運転開始された。

## 編成
全電動車からなる、MT比4M0Tの4両編成である。
| スタブアイコン | サブスタブ | この項目は、まだ閲覧者の調べものの参照としては役立たない、鉄道に関連した書きかけの項目です。この項目を加筆・訂正などしてくださる協力者を求めています（P:鉄道/PJ:鉄道）。 |